# Jáchym Topol
Jáchym Topol (Prag, 4. kolovoza, 1962.) je češki pisac, poznat po tome što je bio pripadnik češke underground književne scene 1980.-ih, te jedan od osnivača književnog časopisa Revolver Revue.

## Životopis
Jáchym Topol potječe iz ugledne obitelji čeških književnika. Otac Josef Topol je ugledni dramatičar, pjesnik i prevoditelj Shakespearea.
Jáchym Topol se pisanjem počeo baviti skladajući tekstove za rock grupu Psí vojáci, koju je krajem 1970.-ih i početkom 1980.-ih vodio njegov brat Filip.
Godine 1982. bio je jedan od osnivača samizdat časopisa Violit, a godine 1985. časopisa Revolver Revue. S obzirom na to da mu je otac bio antikomunistički disident, Topolu je zabranjen pristup sveučilištima. Stoga je Jachym Topol nakon završene gimnazije zarađivao za život kao fizički radnik. Usprkos toga, nalazio je vremena ne samo za pisanje, nego i bavljenje politikom. Nekoliko puta je pritvaran zbog ilegalne samizdat djelatnosti, kao krijumčarenja antikomunističke literature u suradnji s poljskim pokretom Solidarnost. Topol je poznat kao najmlađi potpisnik Povelje 77, kojom su se zahtijevala ljudska prava u Čehoslovačkoj.
Jáchym Topol je godine 1989. sudjelovao u Baršunastoj revoluciji, i to kao izdavač nezavisnog časopisa Informační servis. Taj je časopis kasnije postao Respekt. Za Respekt, kao i Revolver Revue, radio je kao novinar.
Poznat je i kao autor tekstova za albume Monike Načeve. 
Trenutno živi u Pragu sa suprugom i dvije kćeri.

## Djela

### Pjesme
- Miluji tě k zbláznění (1988.) – izdana kao samizdat.

- V úterý bude válka 1993.)

### Romani
- Výlet k nádražní hale (1994.)
- Sestra (1994.)
- Anděl (1995.)
- Nemůžu se zastavit (Rozhovory), Portál (2000.)
- Noční práce (2001.)
- Kloktat dehet (2005.)